# Ozaki Hotsumi

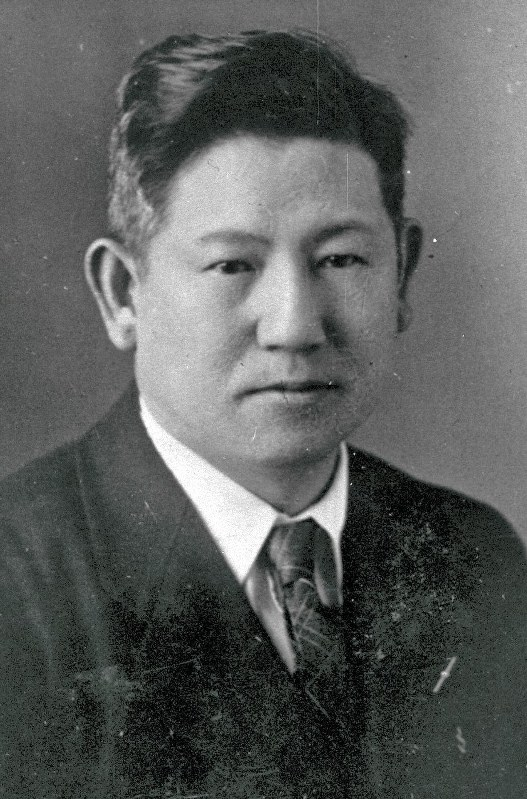
Ozaki Hotsumi

Hotsumi Ozaki (尾崎 秀実, Ozaki Hotsumi, 29 de abril de 1901 - 7 de novembro de 1944) foi um jornalista japonês que trabalhava para o jornal Asahi Shimbun, comunista, agente de inteligência soviético e conselheiro do primeiro-ministro Fumimaro Konoe. O único japonês a ser enforcado por traição (sob as disposições da Lei de Preservação da Paz) pelo governo imperial japonês durante a Segunda Guerra Mundial, Ozaki é conhecido como informante do agente soviético Richard Sorge.

## Biografia
Ozaki nasceu no que hoje é a cidade de Shirakawa, Gifu, e é descendente de uma família de samurais. Sua família se mudou para Taiwan quando ele era jovem e ele cresceu em Taipei. Crescer em Taiwan deixou Ozaki com um profundo respeito e afeição pela cultura chinesa, e gostava muito da ilha, onde passou sua infância. O pai de Ozaki trabalhou para o governo colonial japonês e ensinou ao filho que, como o Japão era a mais avançada das nações asiáticas, tinha uma "missão civilizadora" especial - não apenas em Taiwan, mas em toda a Ásia. Ozaki foi criado bilíngue e teve uma educação mergulhada nos clássicos da literatura japonesa e chinesa para entender melhor a China. Ozaki se opunha ao racismo anti-chinês grosseiro dos ultranacionalistas japoneses, que viam os chineses como um povo digno apenas de escravos, o que o levou a um distanciamento crescente de seu país com o passar do tempo.  Ele retornou ao Japão em 1922 e se matriculou no departamento jurídico da Universidade Imperial de Tóquio. Ele chegou a um ponto de virada após o Grande Terremoto de Kanto de 1923, em que grupos de extrema direita se envolveram em assassinatos de vigilantes de coreanos étnicos e esquerdistas com impunidade, em meio a rumores de que esses grupos estavam saqueando. Ozaki ficou muito chateado com a maneira como o governo tolerou esses assassinatos e se voltou para o marxismo. Ele deixou a escola sem se formar em 1925, depois de se envolver nas atividades do Partido Comunista Japonês. Em 1926, ele se juntou ao jornal Asahi Shimbun, onde escreveu artigos sobre os líderes soviéticos Vladimir Lenin e Joseph Stalin. Ele foi transferido para o Osaka Mainichi Shimbun no ano seguinte.
A partir de novembro de 1928, Ozaki foi despachado para Xangai, na China. Ozaki chegou a Xangai acreditando que era a Grã-Bretanha que tinha uma relação econômica parasitária com a China, e o movimento nacionalista chinês era em grande parte anti-britânico. Foi um grande choque para ele ouvir os manifestantes chineses gritarem "Expulse o Japão!" e "Boicote os produtos japoneses!". Em Xangai, Ozaki logo fez contato com membros do Partido Comunista Chinês, a jornalista de esquerda Agnes Smedley e membros da liderança do Comintern com sede em Xangai. Smedley o apresentou a Richard Sorge em 1930.  Em seus artigos de jornal, Ozaki mostrou-se muito simpático ao nacionalismo chinês e à luta para desfazer os "tratados desiguais".  Em 1932, Ozaki cobriu a Primeira Batalha de Xangai e ficou chocado ao ver soldados japoneses executarem prisioneiros de guerra chineses nas ruas de Xangai, alegando que os chineses eram meras "formigas", não seres humanos, um evento que o traumatizou profundamente.  Após seu retorno ao Japão, ele voltou para Tóquio em 1934, onde se juntou a Sorge.
Ao escrever livros e artigos, Ozaki se estabeleceu como um especialista em relações sino-japonesas. Assim, ele foi recrutado por Ryūnosuke Gotō em 1937 para se juntar ao Shōwa Kenkyūkai, um think tank estabelecido pelo primeiro-ministro Fumimaro Konoe. A partir de 1938, ele foi convidado por Konoe para se tornar um membro de seu círculo íntimo, ou "Breakfast Club", de membros selecionados com quem ele conversava sobre eventos atuais todas as semanas durante o café da manhã. Ozaki, portanto, estava em posição de participar da tomada de decisões que deveria descobrir.
Ozaki soube que o Japão queria evitar uma guerra com a União Soviética e informou Sorge. Esta informação provou ser de extrema importância para toda a história da Segunda Guerra Mundial: depois que Sorge a transmitiu ao comando soviético, Moscou transferiu 18 divisões, 1 700 tanques e mais de 1 500 aeronaves da Sibéria e do Extremo Oriente para a Frente Ocidental contra a Alemanha nazista durante os meses mais perigosos da Batalha de Moscou.
Em 2 de julho de 1941, Ozaki, como membro do "Clube dos Cinco", apoiou uma decisão crítica para a expansão japonesa em direção às Índias Orientais Holandesas e Cingapura e contra o pedido de Hitler para invadir a Sibéria.  Ele foi franco em sua oposição e preocupações com relação à decisão tomada na conferência de Gozen Kaigi de 6 de setembro de 1941 de que a guerra com os Estados Unidos era inevitável.
Em 15 de outubro de 1941, Ozaki foi preso em conjunto com o Incidente de Sorge. Durante seu julgamento, foi revelado que Ozaki estava trabalhando com Sorge desde seu retorno ao Japão, e que através de seus contatos próximos com Konoe e outros políticos japoneses seniores, foi capaz de coletar informações e copiar documentos secretos.
Ozaki foi executado em 7 de novembro de 1944. Uma coleção de cartas que Ozaki escreveu para sua esposa e filha da prisão explicando por que ele traiu seu país, foi publicada sob o nome de Love Is Like a Falling Star em 1946 e se tornou um best-seller no Japão.

## Legado pós-guerra
Após a guerra, Hotsumi Ozaki passou a ser visto como um mártir. Visitas anuais aos túmulos de Hotsumi Ozaki e Richard Sorge são feitas desde 1975. No entanto, não há monumento a Hotsumi Ozaki.

## Post-war legacy

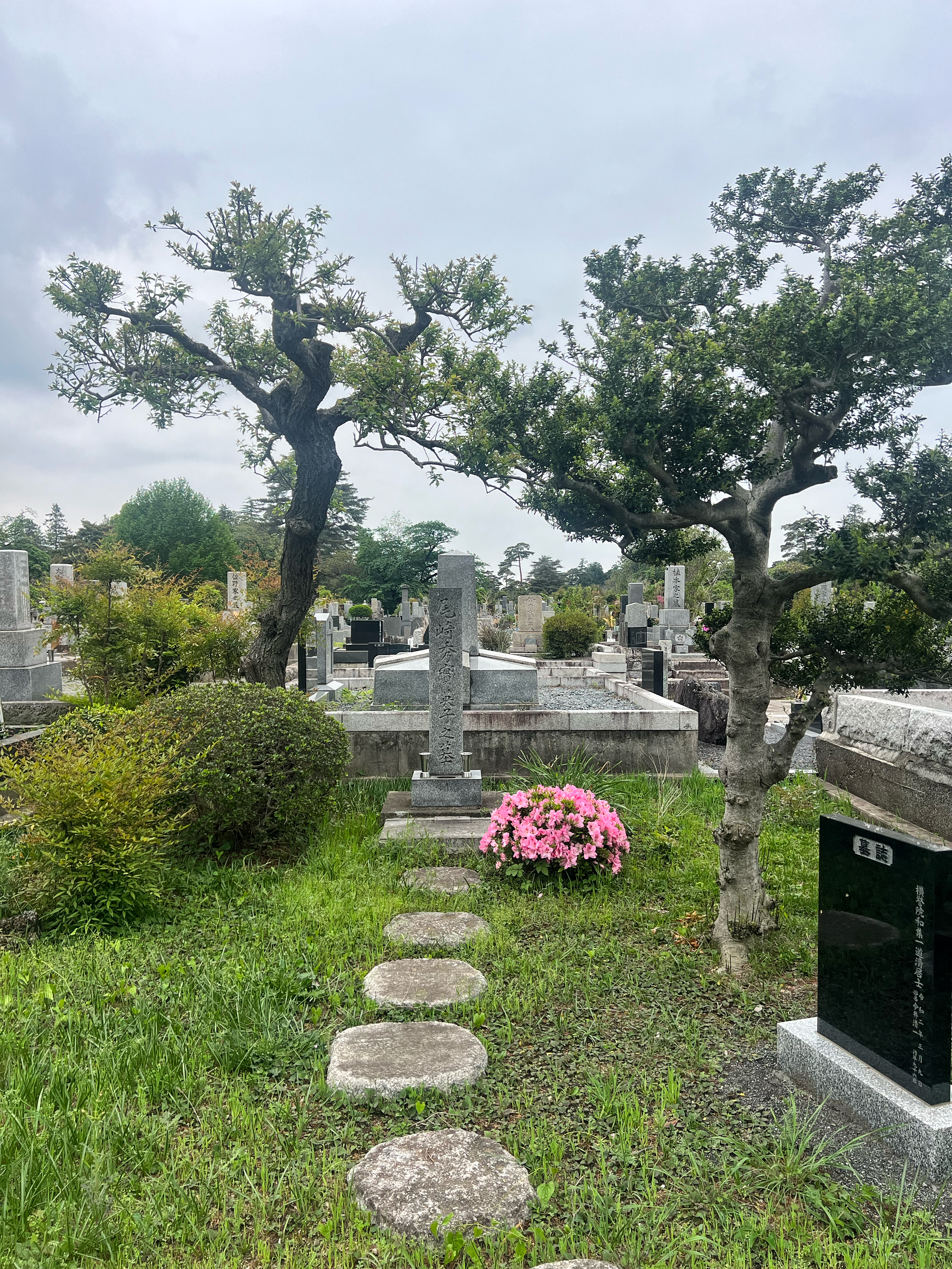
O túmulo de Hotsumi Ozaki no cemitério de Tama

After the war, Hotsumi Ozaki became viewed as a martyr. Annual visits to the tombs of Hotsumi Ozaki and Richard Sorge have been made since 1975. However, there is no monument to Hotsumi Ozaki.

## Nas artes
- No Regrets for Our Youth é um filme japonês vagamente baseado em Ozaki, escrito e dirigido por Akira Kurosawa.
- INo filme de 2003 Spy Sorge, dirigido por Masahiro Shinoda e baseado na vida de Richard Sorge, Ozaki é interpretado por Masahiro Motoki.
- Kinoshita Junji, um japonês chamado Otto オットーと呼ばれる日本人. Esta peça, centrada em Ozaki, foi apresentada pela primeira vez em 1962 e foi produzida no Japão várias vezes desde então, mais recentemente em 2008. Uma tradução para o inglês de Lawrence Rogers foi publicada em Patriots and Traitors: Sorge and Ozaki: A Japanese Cultural Casebook, Merwin Asia, 2009.